# 4462 Воган
4462 Воган (4462 Vaughan) — астероїд головного поясу, відкритий 24 квітня 1952 року.
Тіссеранів параметр щодо Юпітера — 3,213.